# Skansen Hultet

Skansen Hultet är en försvarsanläggning i västra Värmland som byggdes till största delen 1940-1941, men arbetet pågick ända fram till 1945. Det officiella namnet är Skans 153 Hultet. Skansens uppgift var att spärra av vägen mot Charlottenberg för att förhindra att fienden tog sig förbi försvaret vid Eda Glasbruk.

## Historia
Efter den fredliga unionsupplösningen 1905 förutsattes både på svensk och norsk sida av gränsen, att gränsfästningar inte längre skulle behövas. Den tyska invasionen av Norge 9 april 1940 gjorde att behovet av skydd mot anfall från tyska soldater via Norge i stället blev akut. Tre försvarslinjer skapades i Värmland, där linjen närmast gränsen gick från Eda i norr till Töcksfors i söder. Skansen Hultet blev därmed en viktig länk i den norra delen av försvarslinjen.

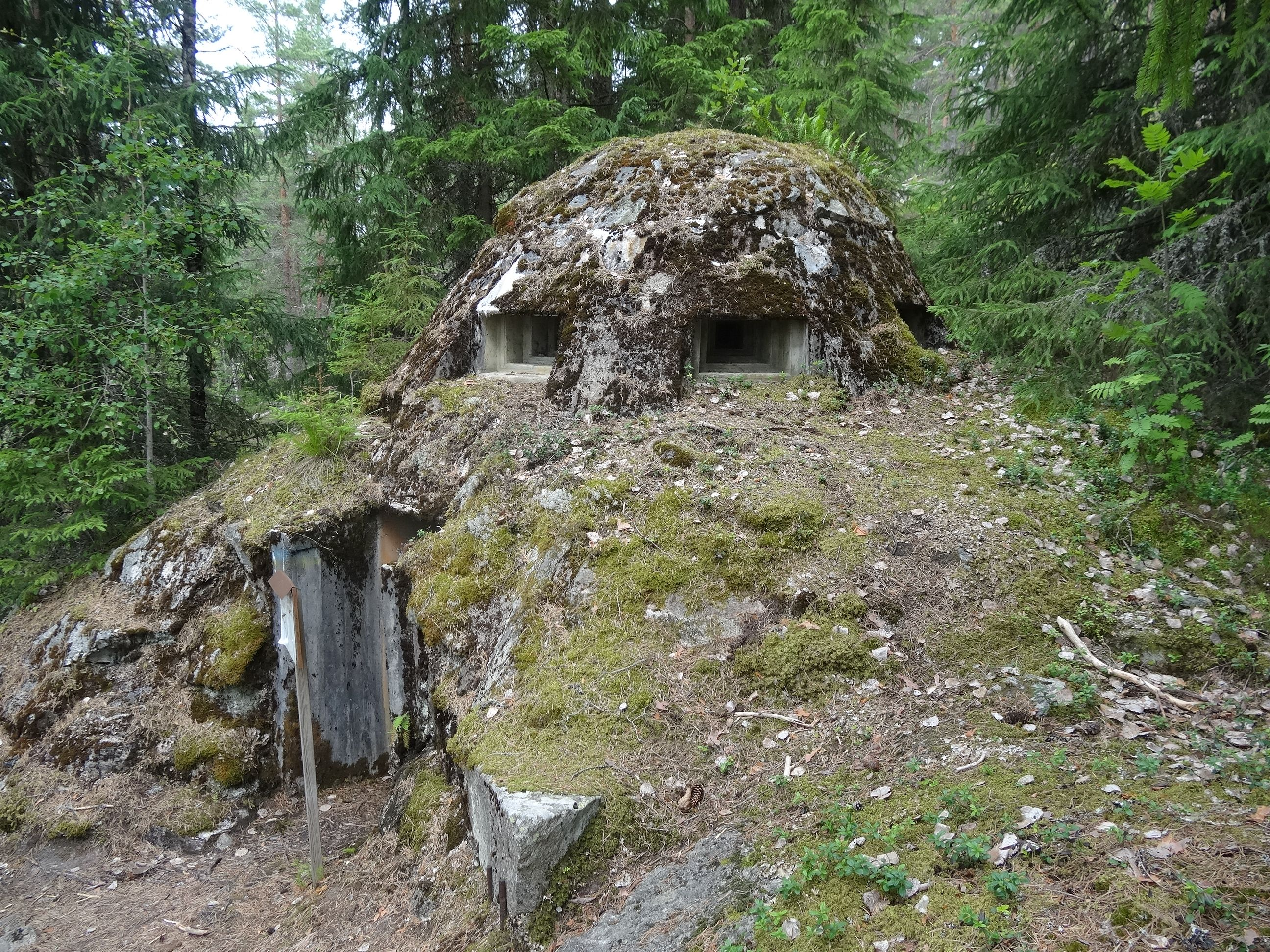
Kulsprutegevärshatt (Kg-hatt), avsedd för eldgivning med kulsprutegevär horisonten runt. Även använd för observation.

## Funktion
Skansen ligger vid vägen Stråket-Häljeboda, öster om gården Hultet. Huvuduppgiften var att hindra fientliga styrkor, som vid ett eventuellt genombrott av riksgränsen kunde falla de styrkor i ryggen, som var grupperade för försvar av riksväg 61. Skansen skulle också förhindra anfall norrifrån mot Charlottenberg. Stridsuppgiften var avvärjning, vilket innebar att skansen inte fick uppges, utan besättningen skulle strida till sista man.
Besättningen på skansen bestod av en del av ett kompani, och skyddsplatser finns för 83 man. Dessa var uppdelade i en fast och en rörlig del. Huvuddelen av styrkan tillhörde den rörliga delen, och endast ett tjugotal man bemannade värnen. Den rörliga styrkan skulle samverka med motsvarande rörlig styrka i angränsande skans i försvarslinjen, och delta i försvaret av skansen Hultet genom anfall i fiendens flank och rygg.
Skansen består av två splitterskyddade pansarvärnsgarage, sju skyddsrum av olika storlekar vilka samtidigt är pjäsvärn för kulsprutor och kulsprutegevär, samt 35 gevärsvärn för två skyttar vardera. Fem av dessa gevärsvärn är placerade separat, utan skyddad förbindelse med resten av skansen. Unikt för anläggningen är ett cirka 150 meter långt system av värngångar, bestående av en nära två meter hög kallmur med inlagda skytteplatser i betong. Skansen Hultet hade även tvåradigt pansarhinder och dubbelt taggtrådshinder runt den.
Anläggningen har under se senaste åren[när?] återställts till i det närmaste ursprungligt skick av byalaget i Charlottenberg.

## Bilder från Skansen Hultet

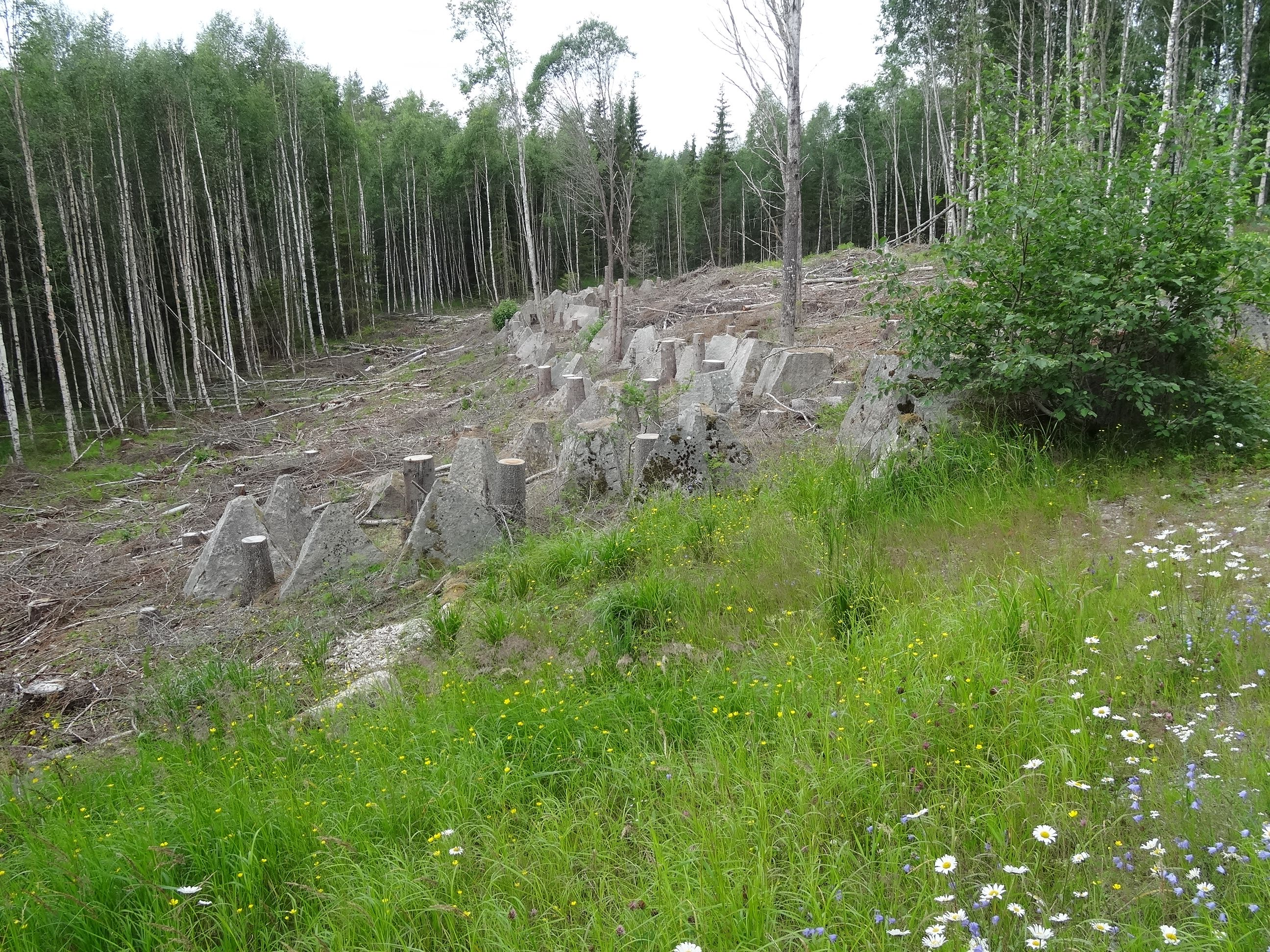
Stridsvagnshinder, draktänder, i dubbla rader. Kompletterades med taggtråd och mineringar.
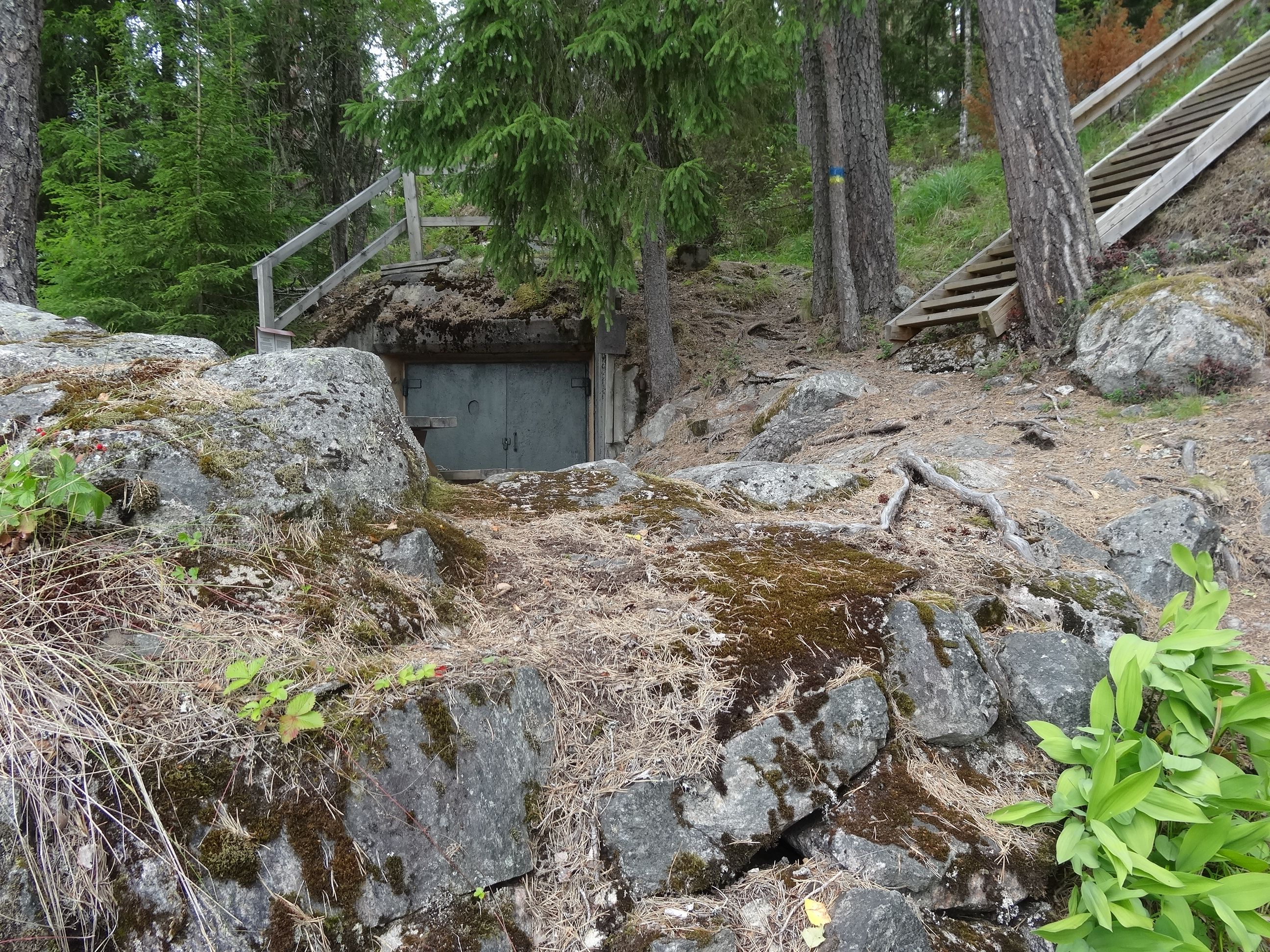
Skyddsrum och garage för 37mm pansarvärnskanon